# Adenbüttel
Adenbüttel är en kommun och ort i Landkreis Gifhorn i förbundslandet Niedersachsen i Tyskland.
Kommunen ingår i kommunalförbundet Samtgemeinde Papenteich tillsammans med ytterligare fem kommuner.